# Sopranski saksofon
Sopranski saksofon je po razponu najvišji od štirih glavnih inštrumentov v družini saksofonov. Je tudi krajši od ostalih in se od njih razlikuje po tem, da ima navadno popolnoma ravno cev.

## Galerija
- Glasbenik z ravnim sopranskih saksofonom
- Glasbenica z ukrivljeno različico